# 고령 이씨
고령 이씨(高靈李氏)는 경상북도 고령군을 본관으로 하는 한국의 성씨이다. 시조 이헌(李憲)는 고려에서 예부상서(禮部尙書)와 평장사(平章事)를 지내며 고령군에 봉해졌다.

## 참고 자료
- “고령이씨(高靈李氏)”. 뿌리를 찾아서.[깨진 링크(과거 내용 찾기)]